# Ilyarachna scotia
Ilyarachna scotia är en kräftdjursart. Ilyarachna scotia ingår i släktet Ilyarachna och familjen Munnopsidae. Inga underarter finns listade i Catalogue of Life.